# Platform Racing
Platform Racing er en serie af online computerspil hvor det går ud på at styre en figur i mål.

## Våben
Under løbet kan man få nogle våben som kan hjælpe. Dem får man ved at hoppe op i en bonuskasse.
- Laser Gun
- Speed Burst
- Jet Pack
- Super Jump
- Lighting
- Sword
- Teleport
- Mine

## Baner
Der findes 8 forskellige baner i Platform Racing:
| Bane         | Rank |
| ------------ | ---- |
| Newbieland   | 0    |
| Buto         | 0,1  |
| Pyramids     | 3    |
| Robotcity    | 10   |
| Assembly     | 20   |
| Infernal Hop | 50   |
| Going Down   | 150  |
| Slip         | 300  |

## Rank
Rank er noget man får ved at gennemføre banerne før andre modspillere.
| computerspil | Spire Denne computerspilsrelaterede artikel er en spire som bør udbygges. Du er velkommen til at hjælpe Wikipedia ved at udvide den. |

1. ↑  Navnet er anført på engelsk og stammer fra Wikidata hvor navnet endnu ikke findes på dansk.